# 圣浪站
圣浪站，位于黑龙江省伊春市铁力市桃山镇圣浪村，是绥佳铁路沿线车站，建于1941年。为五等站，本站目前办理客运业务。